# Iver i Staxäng
Iver Rearsson i Staxäng, död i Kungälv 22 juni 1671, var en svensk skeppare och bonde som åtalades för häxeri under det stora oväsendet. Han avrättades tillsammans med sin hustru Elin i Staxäng. Paret utgör de mer kända under det stora oväsendets häxprocesser.

## Biografi
Iver Reorsson i Staxäng var skeppare och hemmansägare av gården Staxäng i Bro socken i Stångenäs härad. 
År 1669 anmäldes hans hustru Elin för trolldom av strandridare Peder Henriksson i Lysekil. År 1670 ställdes Elin inför rätta. Hon nekade till anklagelserna. När hon misslyckades med att svära sig fri med elva karaktärsvittnen, dömdes hon att undergå vattenprovet, som hon misslyckades med. Då hon fortsatte att neka till anklagelserna, underkastades hon tortyr. 
Det hade sedan tidigare gått rykten om att Elin kunde trolla. Flera anklagelser lades fram mot henne. År 1658 ska hon ha ertappats av mjölnarens hustru i en omfamning med mjölnaren. Mjölnarhustrun hade då förbjudit sin make att låta sig anlitas av Elin i sin egenskap av mjölnare. När mjölnarhustrun sedan blev sjuk, misstänkte hon att Elin hade orsakat sjukdomen med hjälp av trolldom. Mjölnarhustrun bad Elins make Iver om råd. Iver gav henne rådet att anlita en klok gubbe, med vars råd mjölnarhustrun ska ha blivit frisk från den trolldom Elin ska ha gett henne. 

### Rättegång
Nio månader senare återupptogs förhandlingarna. Elins make Iver blev även han nu åtalad för trolldom, och inkallades till rätten. Under detta förhör erkände Elin sig skyldig till anklagelserna. I sin bekännelse förklarade hon att hon hade fått en äppelbit av Ingri Glasmästers, som hon ätit i Djävulens namn under tre torsdagskvällar: därefter hade Djävulen dykt upp och skrivit in hennes namn i sin bok med blodet från hennes vänstra lillfinger. Efter detta hade hon och hennes make tillsammans ridit på ett "brödträ" till möte med Satan. 
Hon uppgav att hon hade fått tre barn med Satan.
Vittnen beskrev Iver som närvarande i Blåkulla. Han kallades för Iver Dansare, och satt i Blåkulla »som en blågrå gosse», vilken de andra måst »kiössa baak».
När Iver Rearsson i Staxäng förhördes blev han hotad med tortyr, och bekräftade då sin hustrus vittnesmål. Han bekräftade hennes berättelse nästan ord för ord; han uppgav dock att blodet tagits från hans högra inte vänstra långfinger, och att hans tjänsteande var en brun kalv som hette Per Häckento. Han beskrev satans små spelmän som små grå gossar på häxsabbaten, och angav Malin Ruths och Per Mattsson (som redan var fängslade); när han hotades med tortyr angav han även Jöns i Vräland den äldre, Börta Per Holländars änka, Börta Cornelis, Catharina Bengts i Marstrand, vilket snabbt bekräftades av Elin.

### Dom och avrättning
Elin och Iver dömdes båda att halshuggas och brännas för "sådan största synd och vederstygglighet efter Guds och världslig lag" 15 februari 1671; deras brott ansågs så allvarliga att de normalt skulle ha dömts till att brännas levande som särskilt allvarliga fall, men på grund av kungens uttalande 14 februari om att ingen skulle brännas levande, dömdes de till att halshuggas först. Själva avrättningen uppsköts för att de skulle konfronteras med de personer de angett. 
Rannsakningen av de personer Elin och Iver hade angett ägde rum i Uddevalla, dit även Elin och Iver fördes för att konfronteras med, och vittna mot, de personer de angett. 
En av dem var Elins faster eller moster, Karin Joens eller Karin Jons. Karin Joens konfronterades med Elin och sade: "Gud nåde dig, så du ljuger på mig". Karin bekände ingenting, men frågade rätten vad de ville att hon skulle säga "så de kunde vara nöjda". 
Elin angav även Pedher Mathsson i Mollösund och Börtha Cornelius, som dömdes till döden, och Catharina Bengts, Ingrid Jon Håkanssons, och Börta Peter Holländers, som liksom Karin Joens frikändes. 
Elin angav även Malin Börjesdotter, modern till kyrkoherde M. Friedrich Nielson Bagge och Johan Nilsen Bagge, vars söner ingrep till hennes förmån (den anklagelsen avvisades).  
Elin beskrivs vara i dålig kondition i fängelset under vintern 1670-1671; då hon ombads vittna mot Ingrid Jon Håkanssons, ska hon ha uppträtt förvirrat och haft svårt att skilja den ena anklagade personen från den andra, trots att hon var ung och frisk när hon först sattes i fängelset.
I juni 1671 sammanträdde den tredje bohuslänska trolldomskommission i Kungälv.
Målen mot de personer som tidigare förhörts med anledning av Elin och Ivers utpekanden återupptogs i Kungälv sommaren 1671. Det var också nu avrättningen av Elin och Iver skulle äga rum. 
Sommaren 1671 meddelade trolldomskommissionen att Elins och Ivers tillstånd i fängelset var så dåligt, att man måste "Skynda med dem till exekutionen" för att de inte skulle avlida före avrättningen. 
Inför avrättningen återtog både Elin och Iver sina bekännelser före sin avrättning. Iver förklarade att man hade tvingat ur honom hans bekännelse och att han bara erkänt av hänsyn till sin fru.
Elin sade att hon ångrade att hon ljugit om både sig själv och andra, och frågade prästerna "om hon därför kunde bliva salig". 
De avrättades båda 22 juni 1671.